# 納克索斯獅身人面像

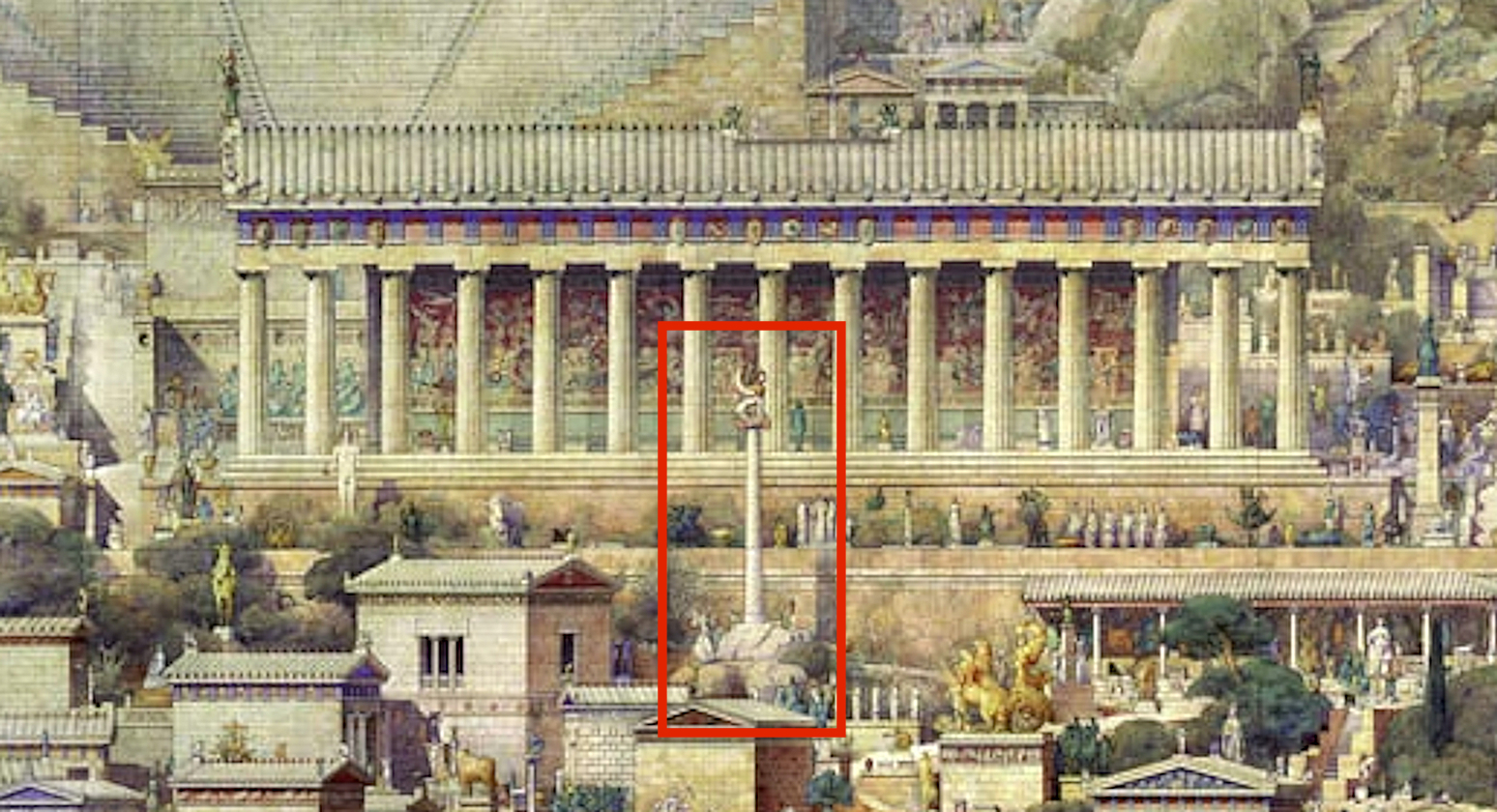
納克索斯獅身人面像豎立在古希臘宗教中心德尔斐的阿波羅神廟旁邊。

納克索斯獅身人面像，也被稱為納克索斯的斯芬克斯，現收藏於德爾菲考古學博物館，是一尊2.22公尺高的斯芬克斯大理石雕像，該雕像描繪了神話生物斯芬克斯，該生物具有一張帶著神秘微笑的女人的臉、猛禽的翅膀、和一頭母獅的身體，被認為具有凶猛的力量，也被認為是守護的象徵。獅身人面像矗立在一根10公尺長的柱子上，最終形成了第一個愛奧尼柱式之一，並於公元前560年豎立在古希臘宗教中心德尔斐的阿波羅神廟旁邊。
獅身人面像的第一個碎片於1860年從阿波羅神廟的聖殿中挖掘出來。其餘發現於1893年。最初成立的緣由記載於在公元前560年的一塊石碑，是來自基克拉泽斯的纳克索斯岛人獻給阿波羅神廟的祭品。整體雕像、柱子和底座的總高度高達12.5公尺。

## 說明
這個神話生物的雕像矗立在一個高聳的愛奧尼柱上，可能是德尔斐神諭遺址中最古老的柱式建築。其雕像建在阿波羅神殿附近，根據神話，阿波羅曾在此處殺死了蟒蛇。獅身人面像雕像則是使用一大塊納縣大理石雕刻而成的。其堅固的結構結合賦予雕像動感、活力的元素，並充實描繪頭髮、胸部和翅膀的細節。
納克索斯獅身人面像也是圓形雕刻的早期例子，因為雕像本身而非當時常見的浮雕。至於雕像底下的紀念碑則是完全由大理石製成，高度達到12.45公尺。紀念碑令參觀者敬畏，構成了納賢雕塑在其鼎盛時期，即公元前六世紀的典型景觀代表。
紀念碑底座上有一段可追溯到公元前 328-327 年的銘文：
ΔΕΛΦΟΙ ΑΠΕΔΩΚΑΝ ΝΑΞΙΟΙΣ ΤΑΝ ΠΡΟΜΑΝΤΗΙΑΝ ΚΑΤΤΑ ΑΡΧΑΙΑ ΑΡΧΟΝΤΟΣ ΘΕΟΛΥΤΟΥ ΒΟΥΛΕΥΟΝΤΟΣ ΕΠΙΓΕΝΕΟΣ
在執政官Theolytos和Epigenes the Bouleutes的執政時期，德爾菲將與以前一樣授予納克薩斯人普羅曼泰亞的權利——納克索斯獅身人面像紀念柱的銘文
—— 
「普羅曼泰亞」意思為德爾菲神諭賦予城市或個人的特權，可以優先詢問皮媞亞。由於貢獻了獅身人面像，因此納克薩斯人有特權獲得神諭的資格。

## 其他
在古希臘，如斯巴達、雅典地區，在近代發現了更多類似的獅身人面像柱，其中一些被用作陪葬石碑。
也有人認為，公元前6世紀的希臘柱，如納克索斯獅身人面像，可能是公元前3世紀印度阿育王柱的靈感來源，繼公元前320年亚历山大大帝發起的接觸之後，並由希腊-巴克特里亚王国曾將相關文化擴散至印度-希臘王國。

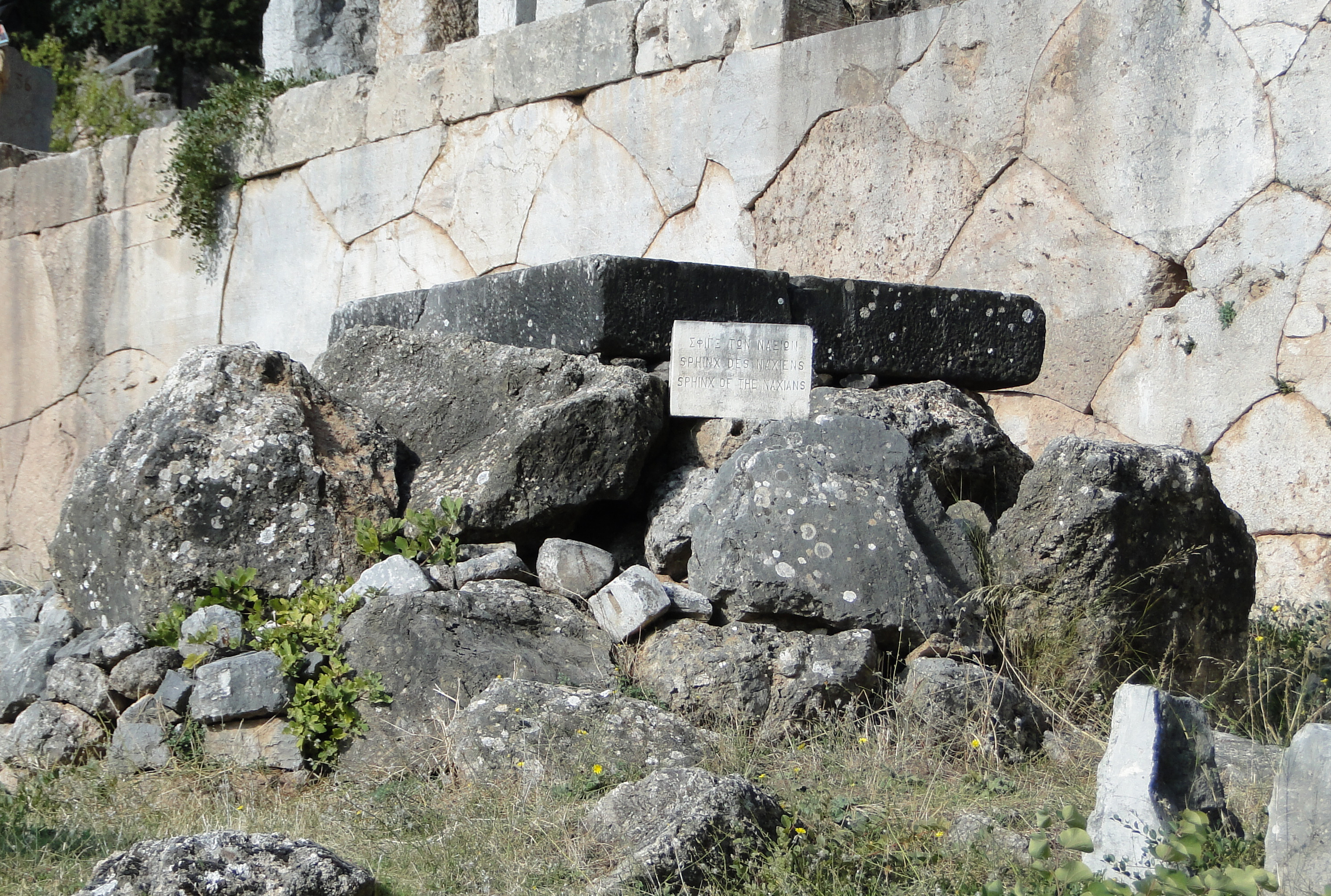
納克索斯獅身人面像的紀念碑地基支柱
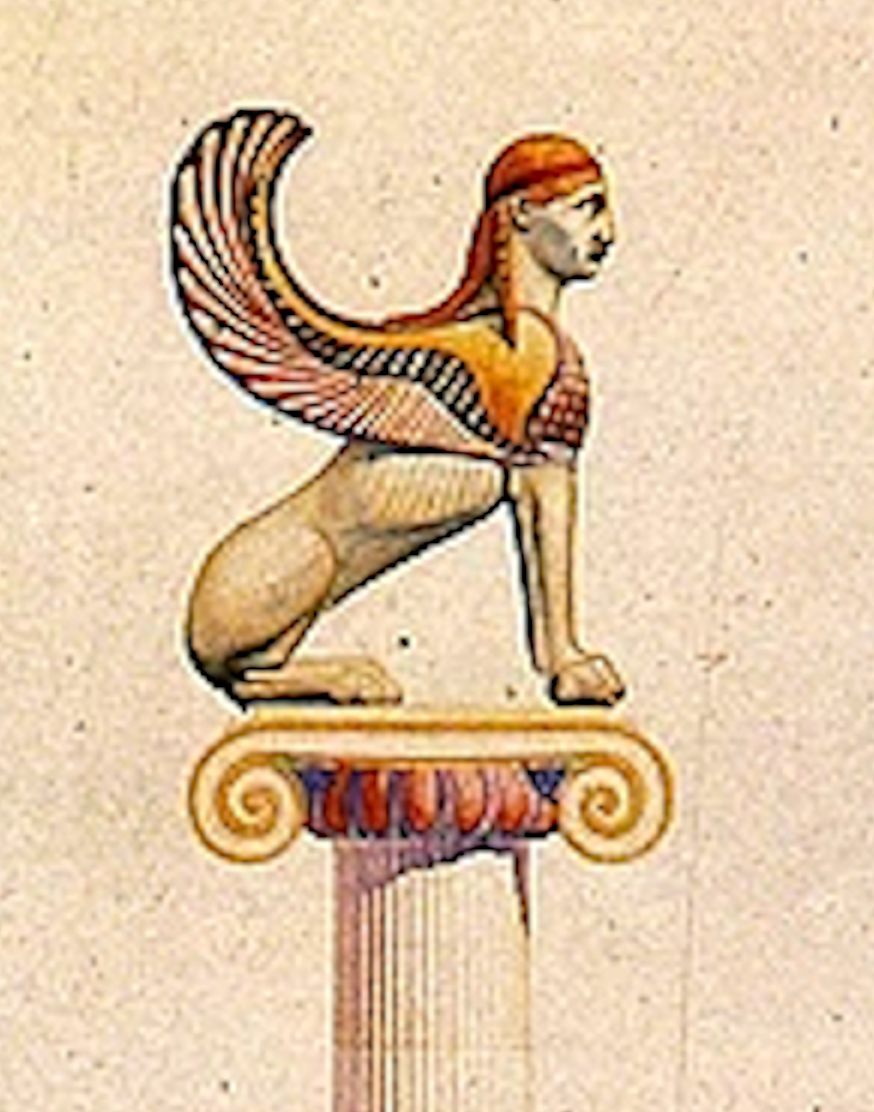
納克索斯獅身人面像的色彩渲染假想圖。
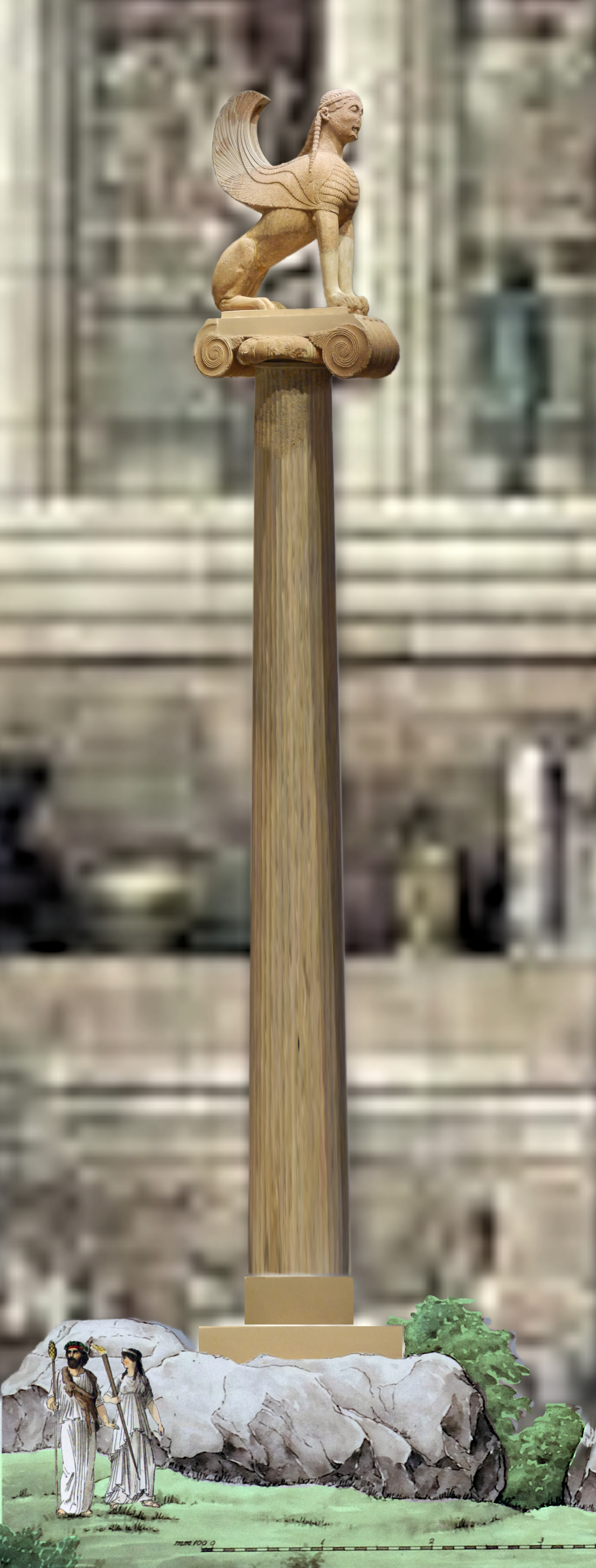
納克索斯獅身人面像的重建復原圖。
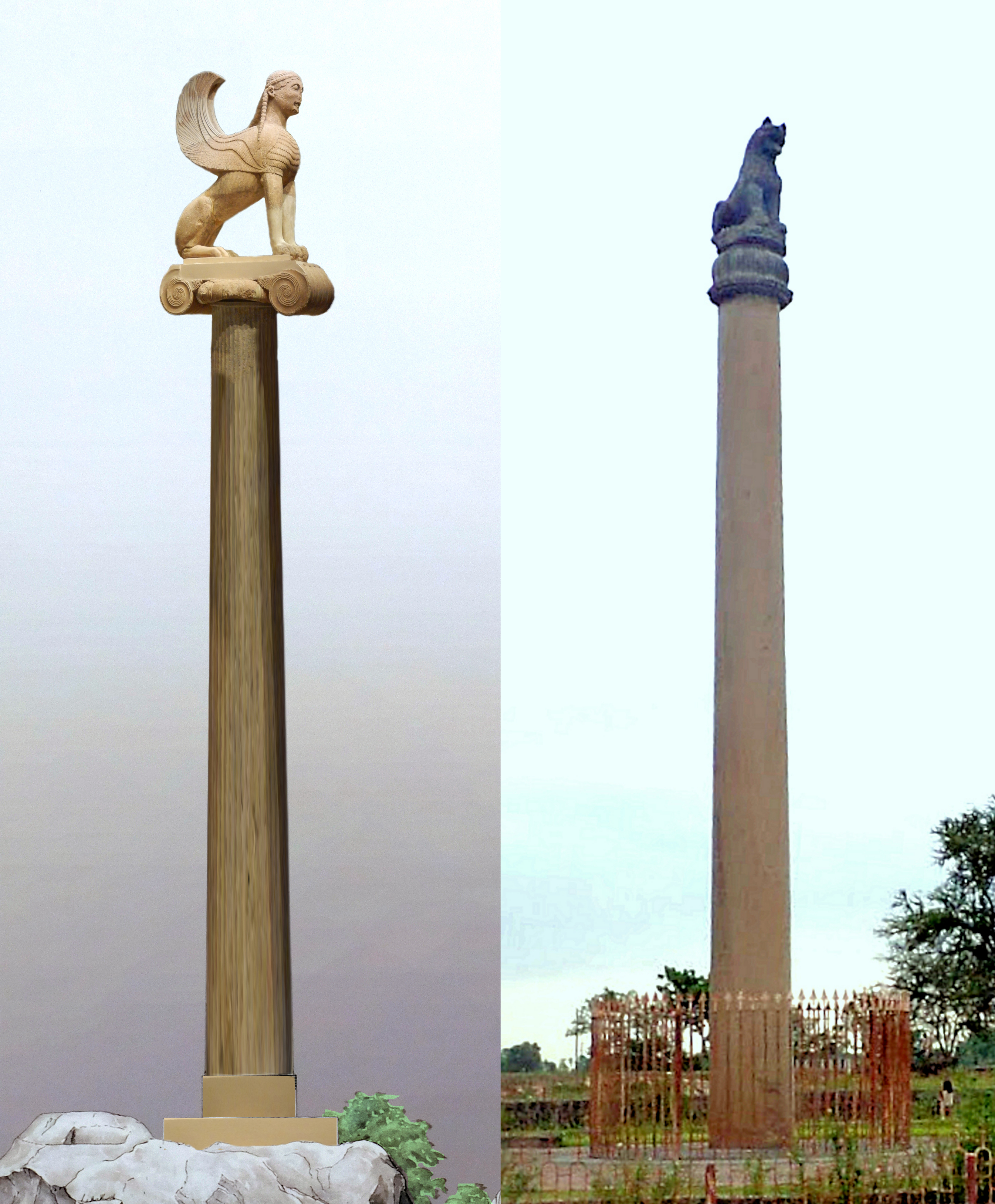
公元前560年的納克索斯獅身人面像和公元前250年的阿育王柱。
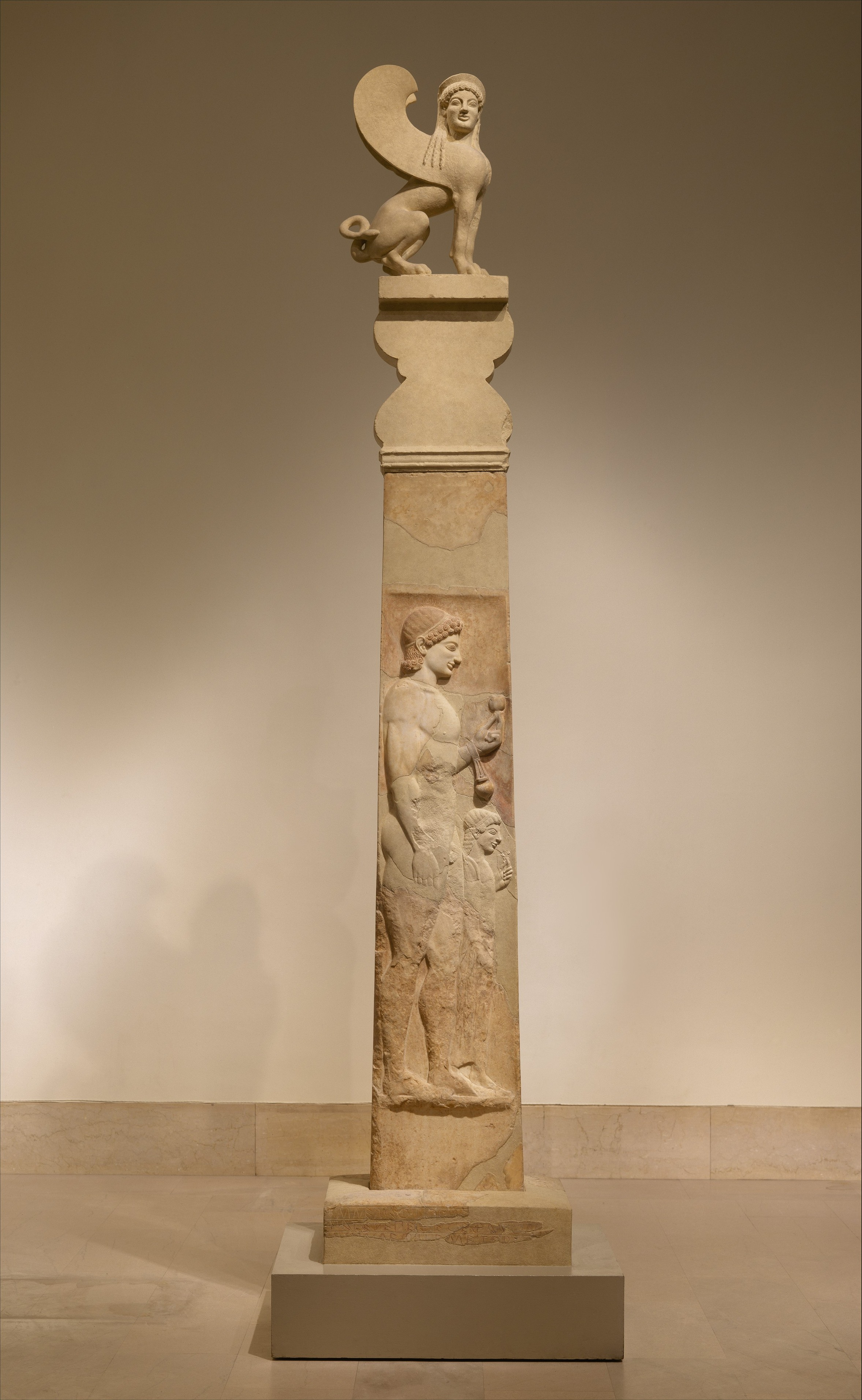
雅典發現的葬禮石碑，頂部是獅身人面像。

## 外部連結
维基共享资源上的相關多媒體資源：納克索斯獅身人面像